# Eurowings
Eurowings (tên đầy đủ là Eurowings Luftverkehrs AG) (mã IATA = EW, mã ICAO = EWG) là một hãng hàng không của Đức có trụ sở ở Dortmund. Eurowings là thành viên của Liên minh Lufthansa Regional, hoạt động cho hãng Lufthansa. Căn cứ của hãng nằm ở Sân bay quốc tế Düsseldorf, Sân bay Nürnberg, Sân bay quốc tế München và Sân bay quốc tế Hanover. Ngày 29 tháng 1 năm 2008, đã có thông báo kế hoạch hợp nhất các hãng hàng không con của Deutsche Lufthansa AG và TUI Travel PLC (Germanwings, Eurowings và TUIfly) thành 1 công ty liên doanh độc lập.

## Lịch sử
Hãng được thành lập năm 1992 và bắt đầu hoạt động từ ngày 1 tháng 1 năm 1994, do việc hợp nhất giữa 2 hãng NFD Luftverkehrs AG của Nürnberg (thành lập năm 1975) và RFG Regionalflug của Dortmund (thành lập năm 1976). Từ ngày 31 tháng 12 năm 2006, Lufthansa đã mua 49% cổ phần của Eurowings và có quyền chọn lựa tăng lên thành 50,91%. Hãng cũng sở hữu công ty con Germanwings.

## Các nơi đến
Tháng 1 năm 2005:
- Quốc nội: Berlin, Bremen, Köln, Dortmund, Düsseldorf, Frankfurt, Friedrichshafen, Hamburg, Hanover, Leipzig/Halle, München, Münster, Nürnberg, Paderborn và Stuttgart.
- Quốc tế: Amsterdam, Basel/Mulhouse, Belgrade, Birmingham, Bologna, Brussels, Bucharest, Budapest, Copenhagen, Geneva, Göteborg, Graz, London, Lyon, Madrid, Manchester, Milano, Paris, Praha, Torino, Viên, Warsaw, Wrocław, Zagreb và Zürich.

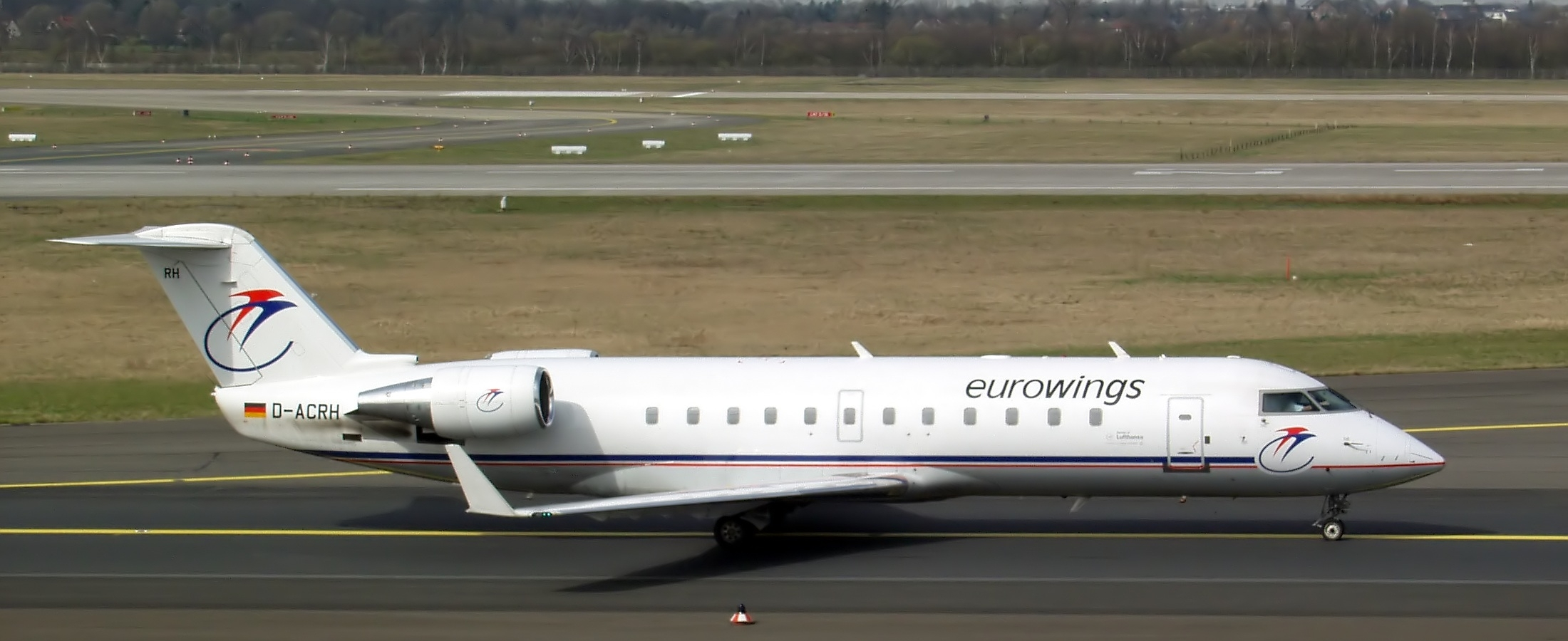
Máy bay CRJ-200 của Eurowings

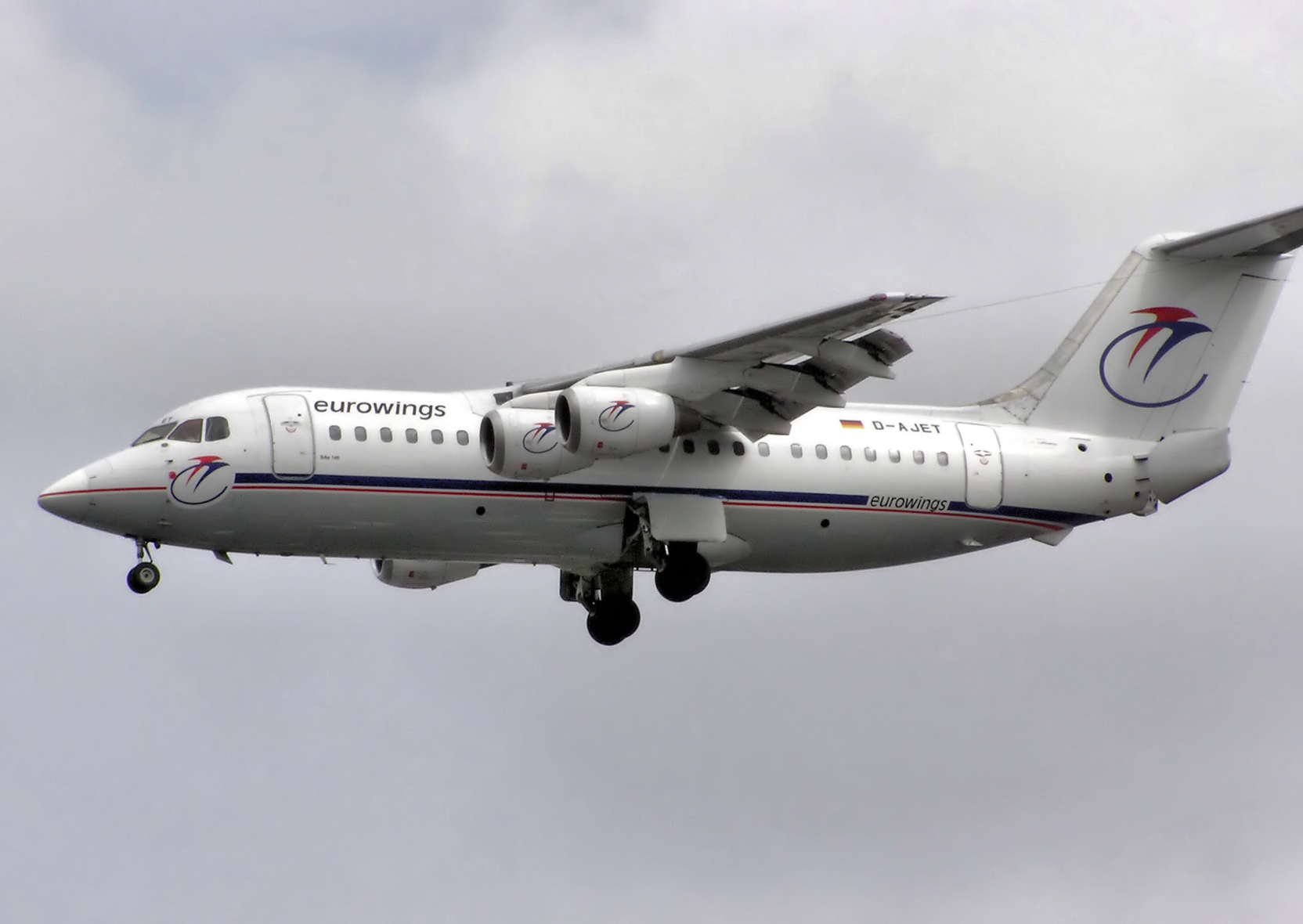
Máy bay BAe 146-200 của Eurowings

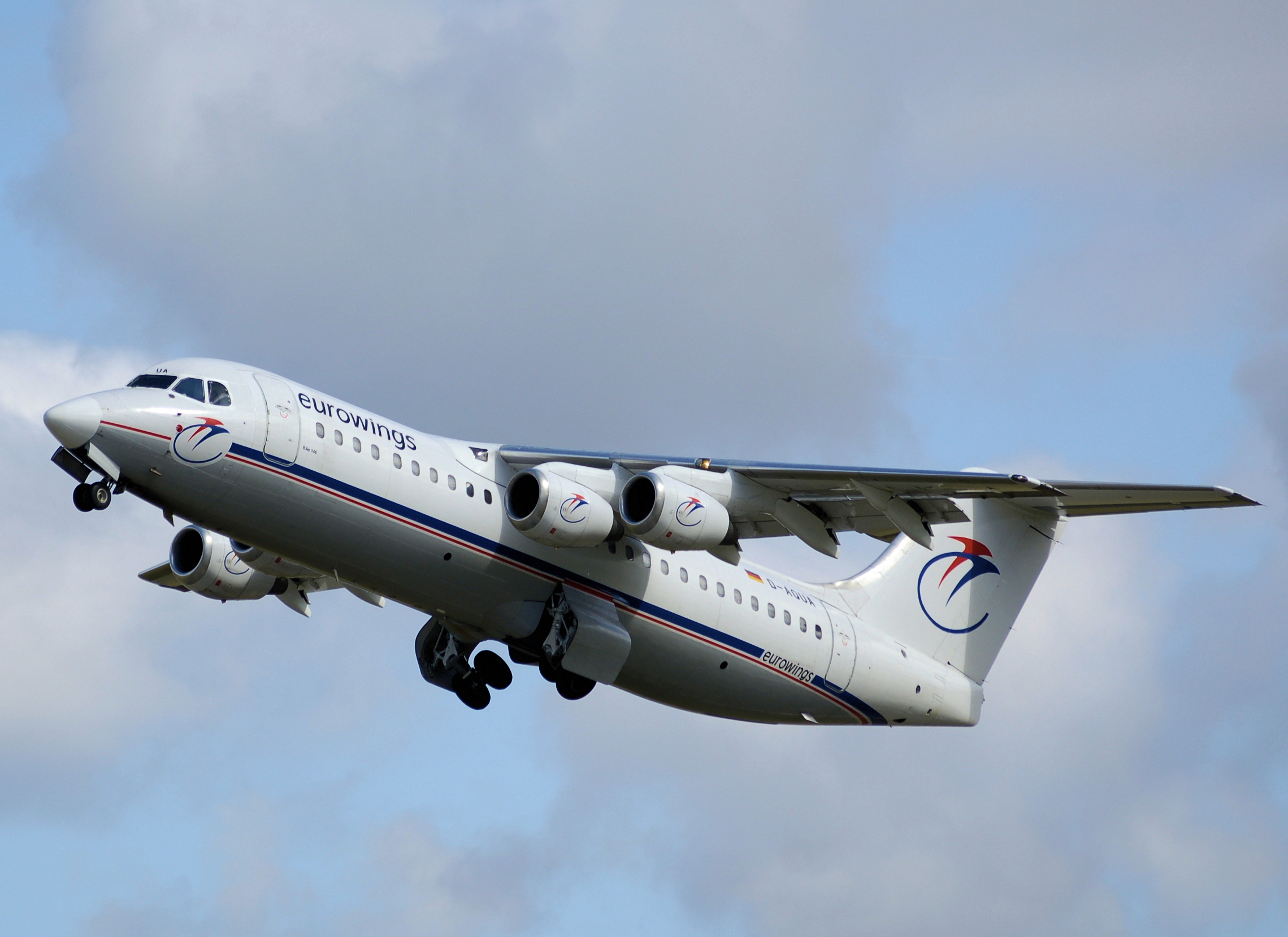
Máy bay BAe 146-300 của Eurowings

## Đội máy bay

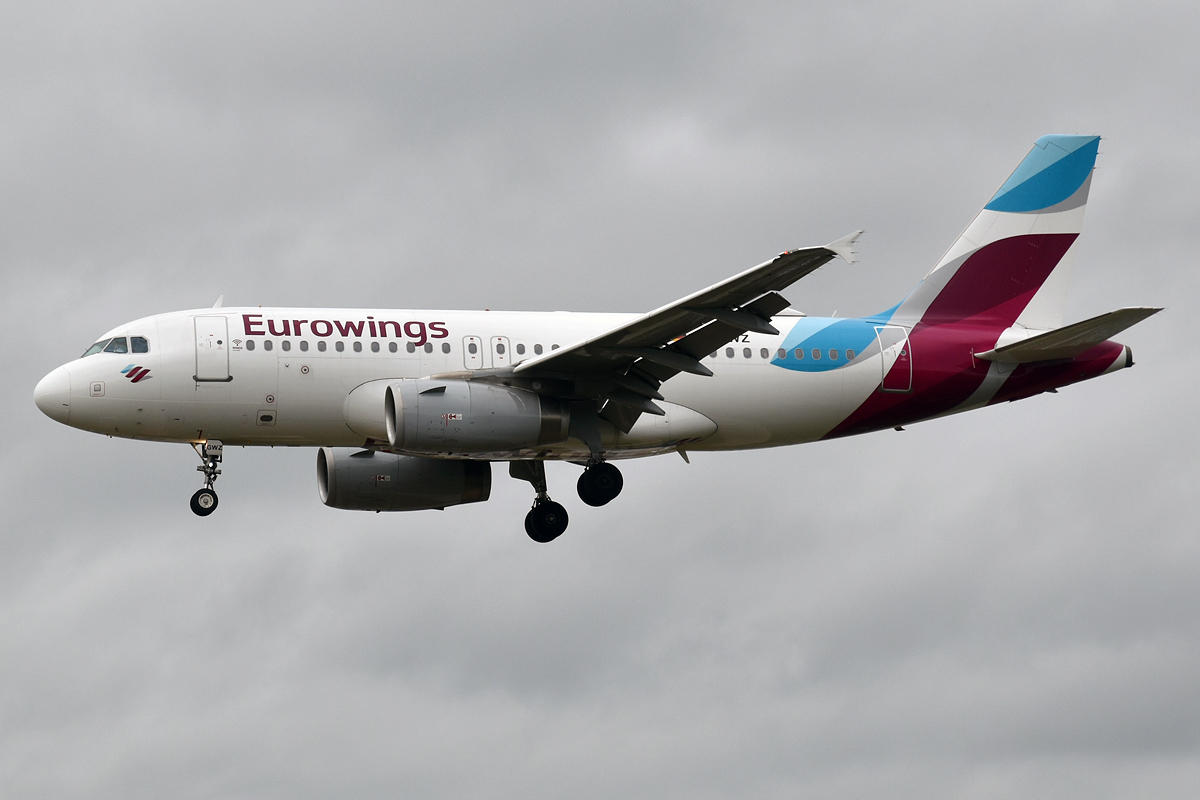
Eurowings Airbus A319-100

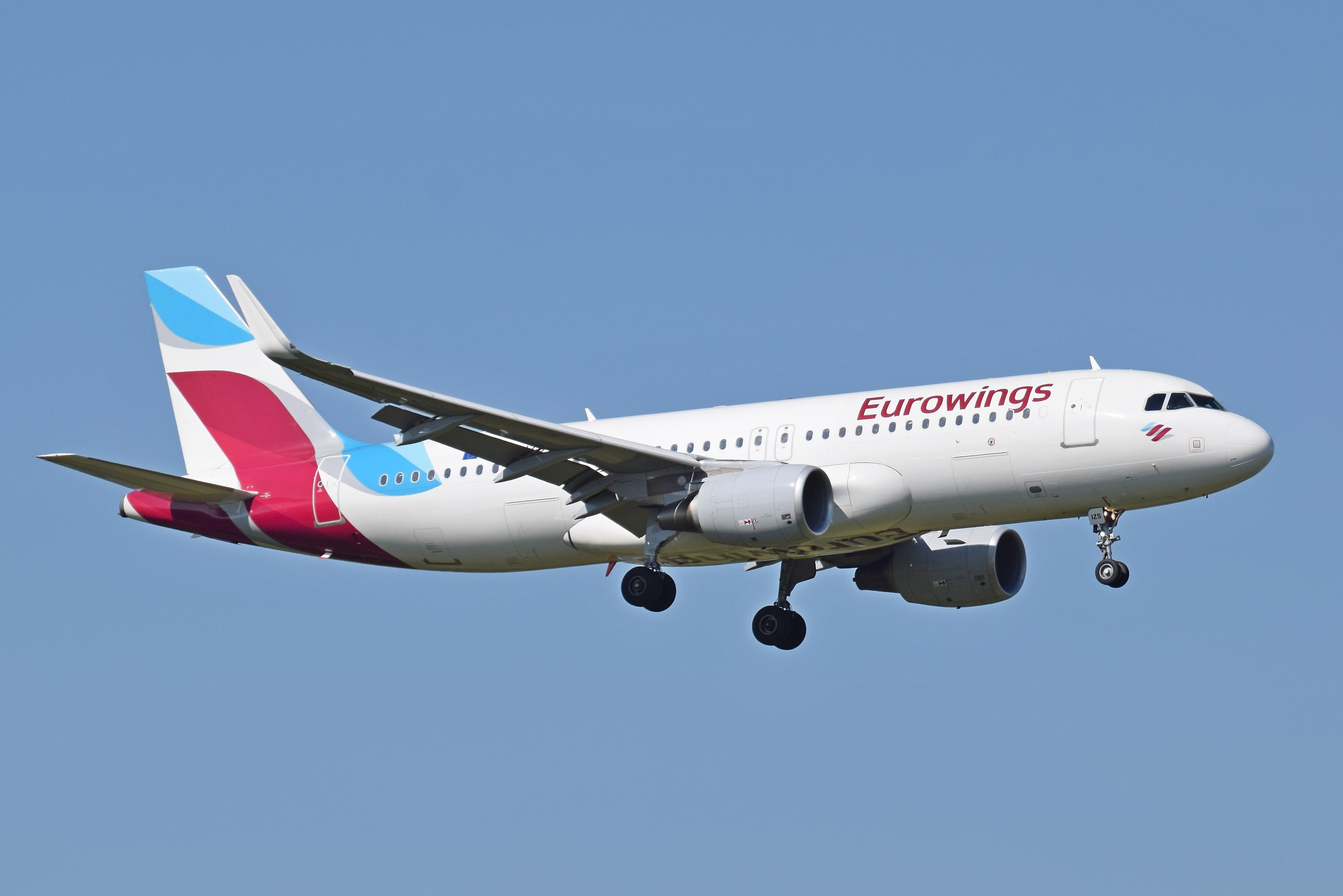
Eurowings Airbus A320-200

### Đội máy bay hiện tại
Tính đến  tháng 6 năm 2024, Eurowings (không bao gồm công ty con Eurowings Europe và Eurowings Discover hoạt động độc lập) khai thác các loại máy bay sau:
| Máy bay         | Hoạt động | Orders | Passengers | Passengers | Passengers | Passengers | Ghi chú                                             |  |
| Máy bay         | Hoạt động | Orders | B          | E+         | E          | Tổng cộng  | Ghi chú                                             |  |
| --------------- | --------- | ------ | ---------- | ---------- | ---------- | ---------- | --------------------------------------------------- |  |
| Airbus A319-100 | 33        | 3      | 12         | 42         | 90         | 144        |                                                     |  |
| Airbus A319-100 | 33        | 3      | 12         | 42         | 96         | 150        |                                                     |  |
| Airbus A320-200 | 50        | —      | 12         | 50         | 108        | 170        |                                                     |  |
| Airbus A320neo  | 8         | __     | —          | —          | 180        | 180        | Tổng cộng 20 máy bay sẽ được di dời khỏi Lufthansa. |  |
| Airbus A321-200 | 6         | __     |            |            | 226        | 226        |                                                     |  |
| Airbus A321neo  | 5         | 1      |            |            | 232        | 232        |                                                     |  |
| Tổng cộng       | 102       | 4      |            |            |            |            |                                                     |  |

### Đội máy bay trong quá khứ
Trong những năm qua, Eurowings đã khai thác các loại máy bay sau:

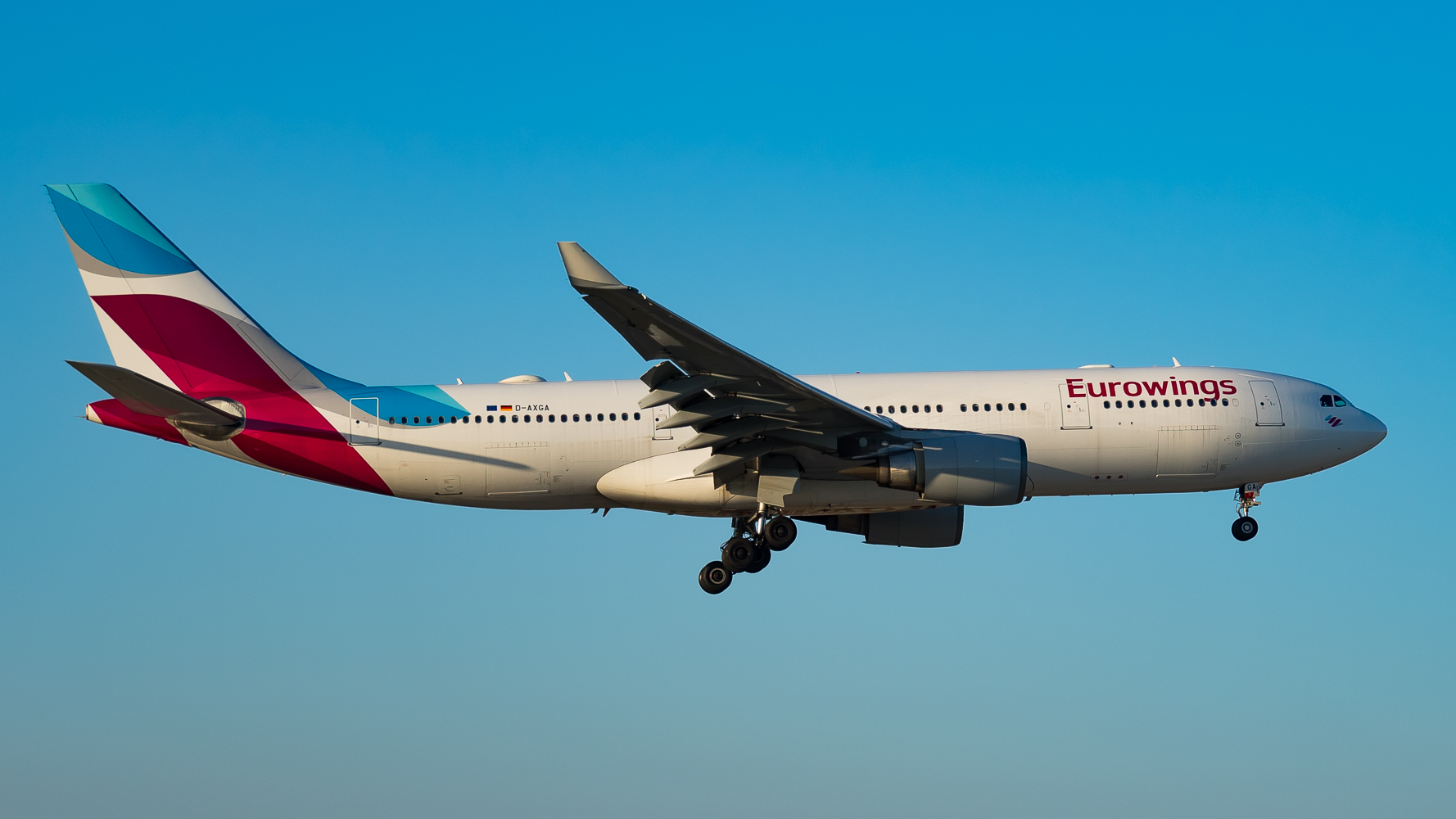
Một chiếc Eurowings Airbus A330-200 điều hành bởi SunExpress Deutschland

| Máy bay                   | Số lượng | Năm hoạt động | Năm ngừng hoạt động | Ghi chú                                                                               |
| ------------------------- | -------- | ------------- | ------------------- | ------------------------------------------------------------------------------------- |
| Airbus A310               | 1        | 1994          | 1995                |                                                                                       |
| Airbus A330-200           | 7        | 2015          | 2019                | Được điều hành bởi SunExpress Deutschland hiện đã không còn tồn tại.                  |
| Airbus A330-300           | 4        | 2015          | 2020                | Được điều hành bởi Brussels Airlines, sau đó được chuyển giao cho Eurowings Discover. |
| Airbus A340-300           | 2        | 2018          | 2019                | Được điều hành bởi Brussels Airlines, sau đó được chuyển giao cho Lufthansa.          |
| ATR 42                    | 29       | 1994          | 2005                |                                                                                       |
| ATR 72                    | 16       | 1994          | 2006                |                                                                                       |
| British Aerospace BAe 146 | 18       | 1994          | 2010                |                                                                                       |
| Boeing 737-300            | 2        | 2001          | 2003                |                                                                                       |
| Boeing 737-800            | 2        | 2016          | 2017                | Được điều hành bởi SunExpress Deutschland hiện đã không còn tồn tại.                  |
| Boeing 737-800            | 8        | 2017          | 2020                | Điều hành bởi TUI fly Deutschland.                                                    |
| Boeing 767-300ER          | 1        | 2017          | 2018                | Điều hành bởi TUI fly Deutschland.                                                    |
| Boeing 767-300ER          | 1        | 2017          | 2018                | Điều hành bởi PrivatAir.                                                              |
| Bombardier CRJ100         | 4        | 2001          | 2004                |                                                                                       |
| Bombardier CRJ200         | 11       | 2001          | 2011                |                                                                                       |
| Bombardier CRJ200         | 8        | 2001          | 2011                | Đã chuyển giao cho Yamal Airlines.                                                    |
| Bombardier CRJ700         | 2        | 2007          | 2011                | Đã chuyển giao cho Lufthansa CityLine.                                                |
| Bombardier CRJ900         | 23       | 2009          | 2017                | Đã chuyển giao cho Lufthansa CityLine.                                                |
| Bombardier Q400           | 19       | 2018          | 2020                | Được điều hành bởi German Airways.                                                    |
| Dornier 328               | 1        | 1997          | 1998                |                                                                                       |